# Kanton Saint-Mamert-du-Gard
Kanton Saint-Mamert-du-Gard is een voormalig kanton van het Franse departement Gard. Het kanton maakte deel uit van het arrondissement Nîmes. Het werd opgeheven bij decreet van 24 februari 2014 met uitwerking op 22 maart 2015.

## Gemeenten

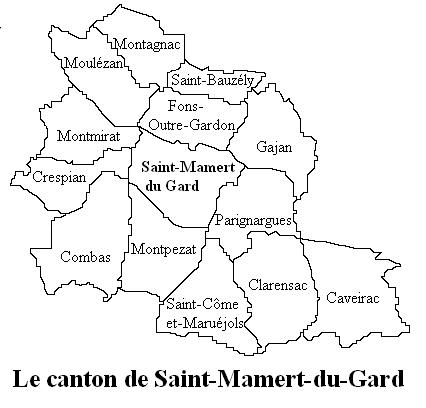
Ligging van gemeenten in het kanton

Het kanton Saint-Mamert-du-Gard omvatte de volgende gemeenten:
- Caveirac
- Clarensac
- Combas
- Crespian
- Fons
- Gajan
- Montagnac
- Montmirat
- Montpezat
- Moulézan
- Parignargues
- Saint-Bauzély
- Saint-Côme-et-Maruéjols
- Saint-Mamert-du-Gard (hoofdplaats)